# Tian Ye (mathématicien)
Pour les articles homonymes, voir Ye.
Tian Ye (né en 1971) est un mathématicien chinois, qui traite dans ses recherches de théorie des nombres et de géométrie arithmétique.

## Carrière
Tian Ye étudie à partir de 1989 à l'université du Sichuan, où il obtient son diplôme en 1996, puis à l'University of Science and Technology en Chine et, depuis 1998, à l'université Columbia, il obtient en 2003, sous la supervision de Shou-Wu Zhang son doctorat avec une thèse intitulée Euler Systems of CM Points on Shimura Curves. En tant que chercheur postdoctoral, il travaille en 2003-04 auprès d'Andrew Wiles à l'Institute for Advanced Study, puis à l'Université McGill. Il étudie et enseigne depuis 2006 à l'Académie de mathématiques et de théorie des systèmes (AMSS) de l'Académie chinoise des sciences à Pékin.

## Prix et distinctions
En 2007, il est lauréat de la médaille Morningside en argent et en 2013, il reçoit la médaille d'or à l'occasion du congrès international des mathématiciens chinois (ICCM) pour ses études sur la conjecture de Birch et celle de Swinnerton-Dyer, toutes deux pour les courbes elliptiques et pour certaines variétés abéliennes à multiplication complexe,,.
En 2013, il a reçu le prix ICTP Ramanujan. Plusieurs de ses travaux sont mis en lumière dans le discours de réception du prix : son complément de la preuve de la conjecture de multiplicité 1 pour les correspondances Thêta locales ; des travaux importants sur les points de Heegner et la conjecture de Birch et Swinnerton-Dyer ; la preuve de la non-existence de points rationnels sur les courbes de Fermat ; et en particulier des progrès importants sur le problème des nombres congruents, avec l'existence d'un nombre infini de nombres congruents ayant un nombre de facteurs premiers.

## Publications (sélection)
- (en) Jian-Shu Li, Binyong Sun et Ye Tian, « The multiplicity one conjecture for local theta correspondences », Inventiones Mathematicae, vol. 184, no 1,‎ 2011, p. 117–124 (DOI 10.1007/s00222-010-0287-2, Bibcode 2011InMat.184..117L, MR 2782253).
- (en) Ye Tian, « Congruent numbers and Heegner points », Cambridge Journal of Mathematics, vol. 2, no 1,‎ 2014, p. 117–161 (DOI 10.4310/CJM.2014.v2.n1.a4, MR 3272014, arXiv 1210.8231).
- (en) Adrian Diaconu et Ye Tian, « Twisted Fermat curves over totally real fields », Annals of Mathematics, second Series, vol. 162, no 3,‎ 2005, p. 1353–1376 (DOI 10.4007/annals.2005.162.1353, JSTOR 20159945, MR 2179733, arXiv 0706.0470).